# Dròsera
Dròsera (Drosera) és un gènere de plantes amb flor de la família de les droseràcies (Droseraceae).

## Particularitats
La paraula dròsera prové del grec δροσερός, "cobert de rosada". Són plantes carnívores. Algunes tenen valor com a plantes medicinals.
Hi ha tres subgèneres dividits en seccions.
A les zones de parla catalana es troba l'herba de la gota (Drosera rotundifolia), coneguda també com a "resplendor de la nit" o "rosella d'or".

## SubgènereDrosera

### SeccióArachnopus
| Drosera hartmeyerorum | Drosera indica |

### SeccióArcturi
Drosera arcturi

### SeccióDrosera

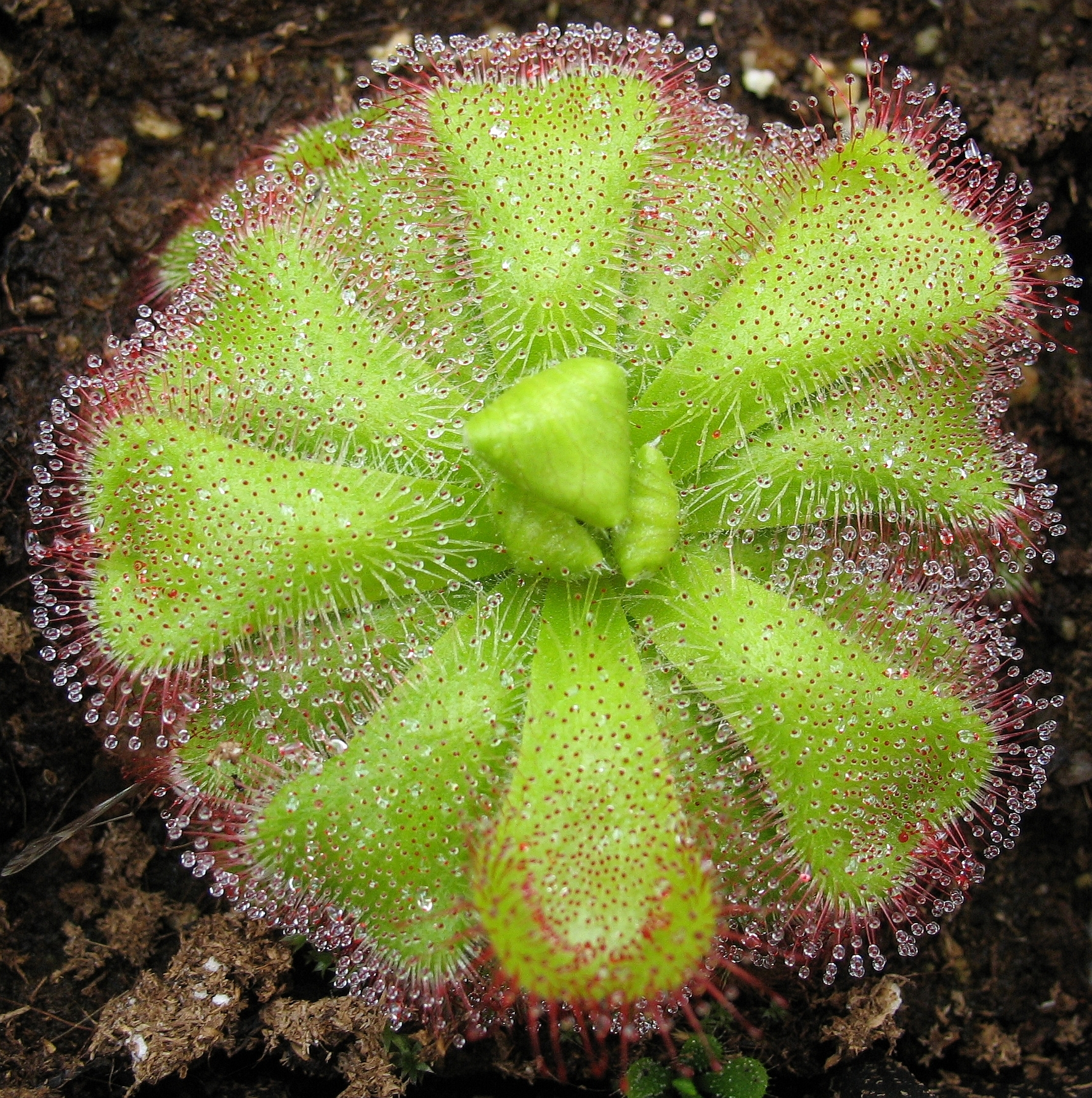
D. cuneifolia

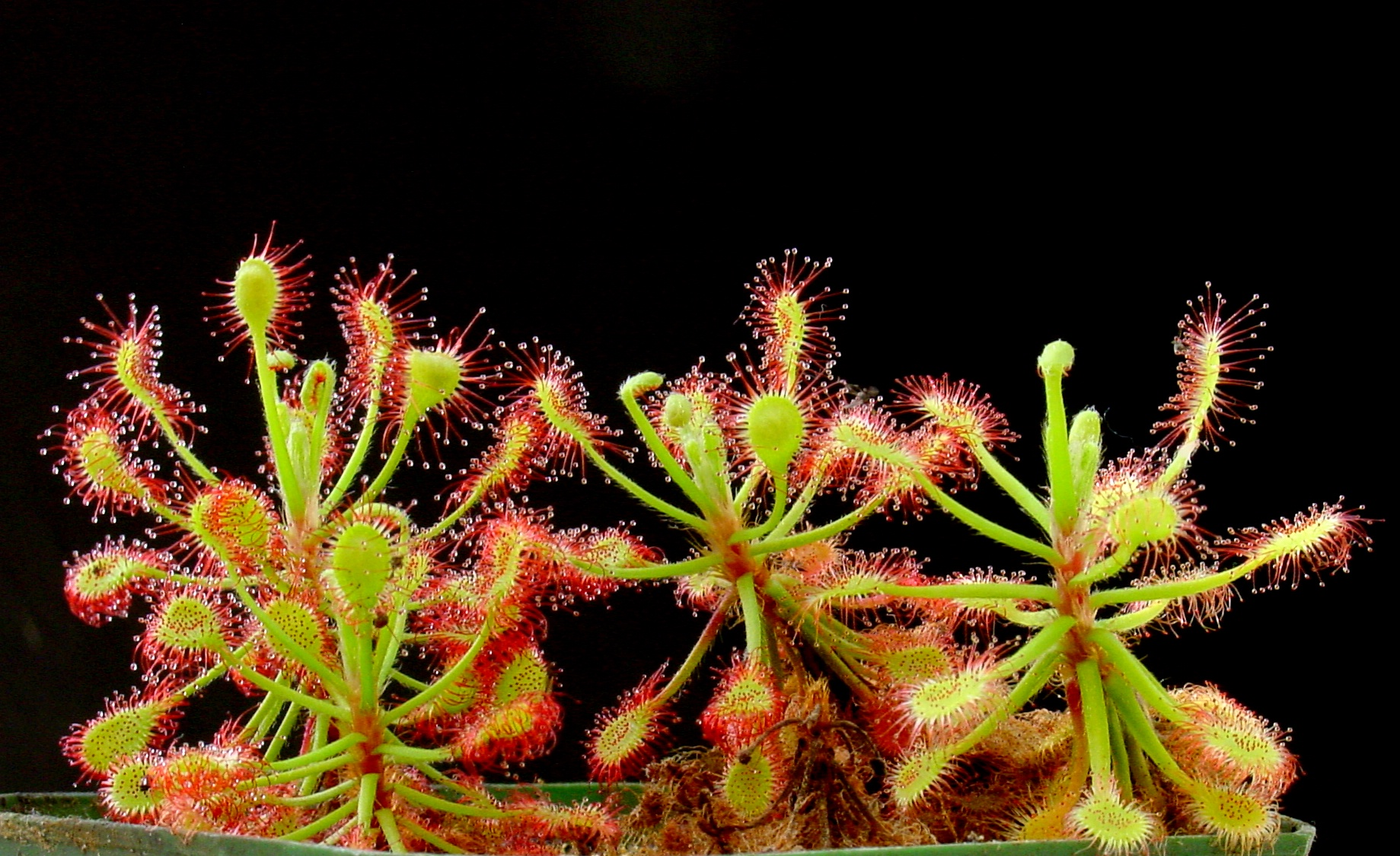
D. madagascariensis

| Drosera affinis          | Drosera alba                            | Drosera aliciae        |
| Drosera anglica          | Drosera arenicola                       | Drosera bequaertii     |
| Drosera biflora          | Drosera brevifolia                      | Drosera burkeana       |
| Drosera capensis         | Drosera capillaris                      | Drosera cayennensis    |
| Drosera cendeensis       | Drosera chrysolepis                     | Drosera collinsiae     |
| Drosera colombiana       | Drosera communis                        | Drosera cuneifolia     |
| Drosera dielsiana        | Drosera elongata                        | Drosera esmeraldae     |
| Drosera felix            | Drosera filiformis                      | Drosera glabripes      |
| Drosera graminifolia     | Drosera granstaui                       | Drosera graomogolensis |
| Drosera hamiltonii       | Drosera hilaris                         | Drosera hirtella       |
| Drosera hirticalyx       | Drosera humbertii                       | Drosera intermedia     |
| Drosera kaieteurensis    | Drosera katangensis                     | Drosera linearis       |
| Drosera madagascariensis | Drosera montana                         | Drosera natalensis     |
| Drosera neocaledonica    | Drosera nidiformis                      | Drosera oblanceolata   |
| Drosera panamensis       | Drosera pilosa                          | Drosera ramentacea     |
| Drosera roraimae         | Drosera rotundifolia - herba de la gota | Drosera slackii        |
| Drosera solaris          | Drosera spatulata                       | Drosera stenopetala    |
| Drosera uniflora         | Drosera venusta                         | Drosera villosa        |
| Drosera viridis          | Drosera yutajensis                      |                        |

### SeccióBryastrum

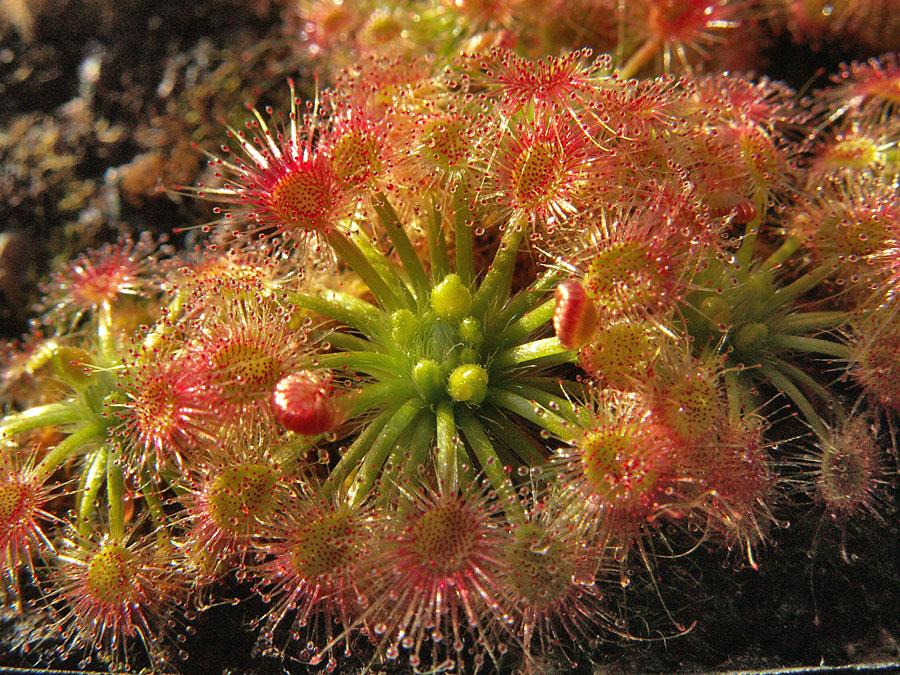
D. pulchella

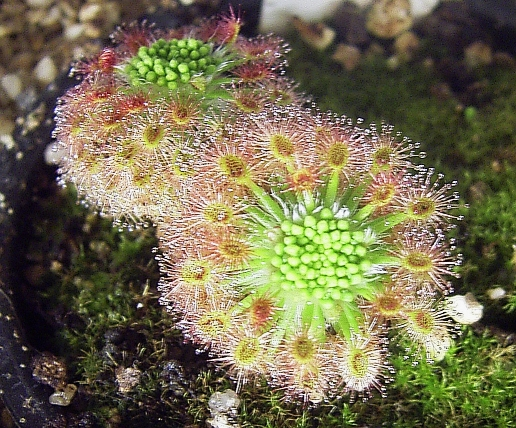
D. roseana

| Drosera allantostigma  | Drosera androsacea   | Drosera barbigera     |
| Drosera bryastrum      | Drosera callistos    | Drosera citrina       |
| Drosera closterostigma | Drosera dichrosepala | Drosera echinoblastus |
| Drosera enneaba        | Drosera enodes       | Drosera grievei       |
| Drosera helodes        | Drosera hyperostigma | Drosera lasiantha     |
| Drosera leucoblasta    | Drosera leucostigma  | Drosera mannii        |
| Drosera microscapa     | Drosera miniata      | Drosera nitidula      |
| Drosera nivea          | Drosera occidentalis | Drosera omissa        |
| Drosera oreopodion     | Drosera paleacea     | Drosera parvula       |
| Drosera patens         | Drosera pedicellaris | Drosera platystigma   |
| Drosera pulchella      | Drosera pycnoblasta  | Drosera pygmaea       |
| Drosera rechingeri     | Drosera roseana      | Drosera sargentii     |
| Drosera scorpioides    | Drosera sewelliae    | Drosera silvicola     |
| Drosera spilos         | Drosera stelliflora  | Drosera walyunga      |

### SeccióCoelophylla
Drosera glanduligera

### SeccióLasiocephala

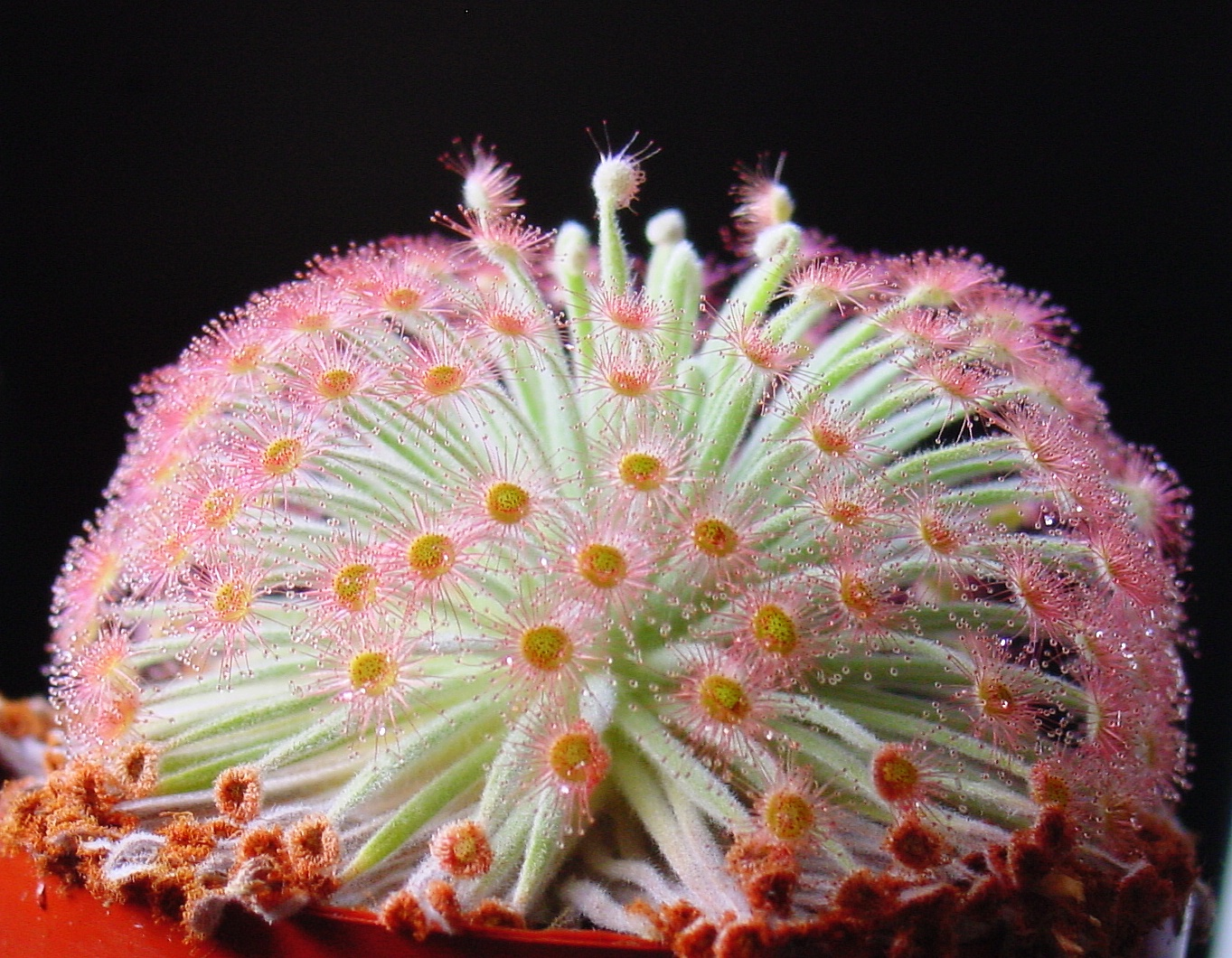
D. derbyensis

| Drosera banksii              | Drosera brevicornis | Drosera broomensis |
| Drosera caduca               | Drosera darwinensis | Drosera derbyensis |
| Drosera dilatatio-petiolaris | Drosera falconeri   | Drosera fulva      |
| Drosera kenneallyi           | Drosera lanata      | Drosera ordensis   |
| Drosera paradoxa             | Drosera petiolaris  |                    |

### SeccióMeristocaules
Drosera meristocaulis

### SeccióPhycopsis
Drosera binata

### SeccióProlifera
| Drosera adelae | Drosera prolifera | Drosera schizandra |

### SeccióPtycnostigma
| Drosera acaulis | Drosera cistiflora | Drosera pauciflora |

### SeccióThelocalyx

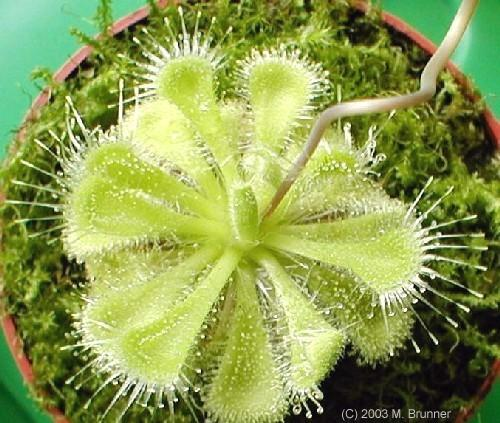
D. burmannii

| Drosera burmannii | Drosera sessilifolia |  |

## SubgènereErgaleium

### SeccióErgaleium

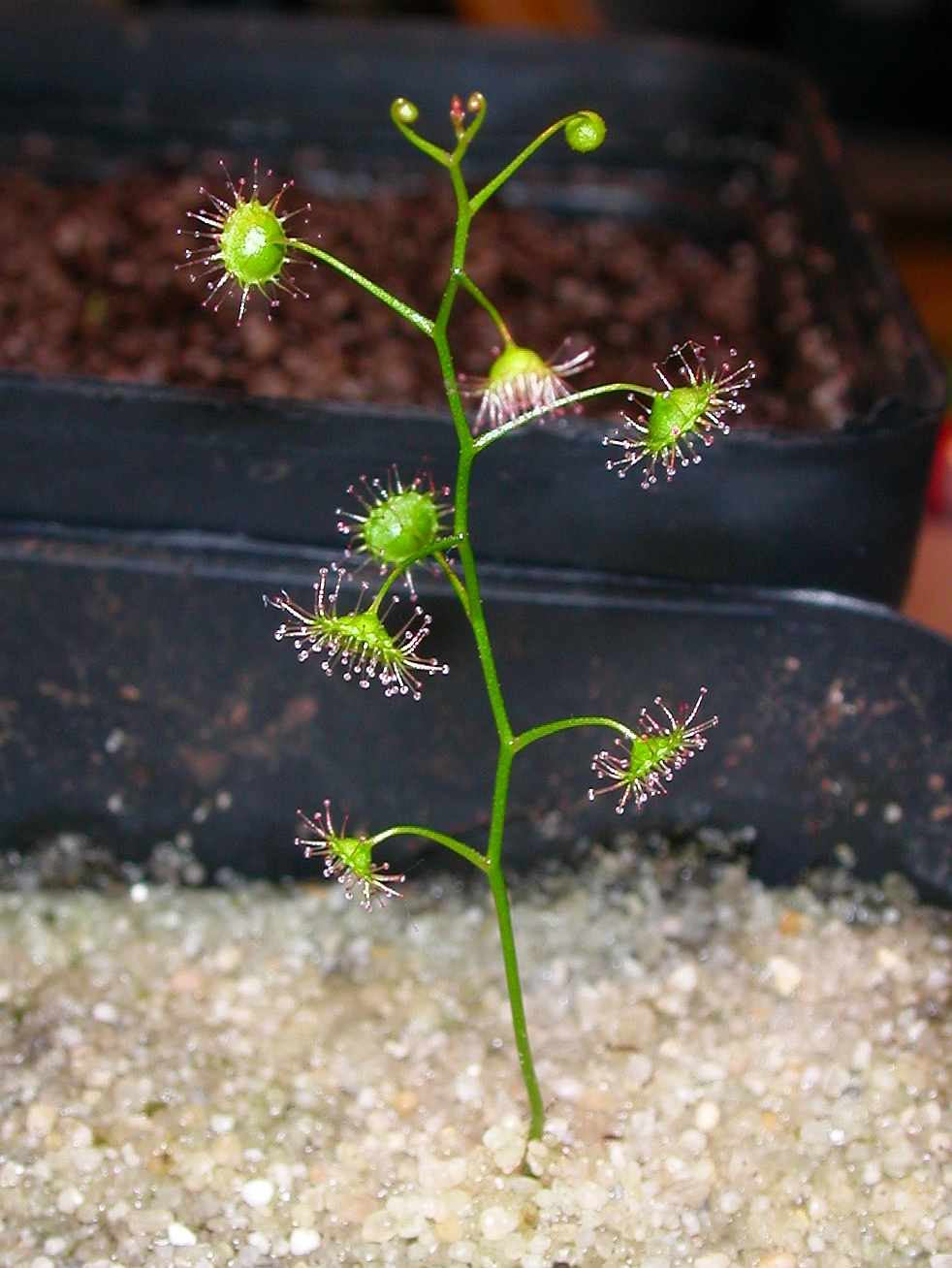
D. menziesii

| Drosera andersoniana  | Drosera bicolor     | Drosera bulbigena   |
| Drosera erythrogyne   | Drosera gigantea    | Drosera graniticola |
| Drosera heterophylla  | Drosera huegelii    | Drosera intricata   |
| Drosera macrantha     | Drosera marchantii  | Drosera menziesii   |
| Drosera microphylla   | Drosera modesta     | Drosera moorei      |
| Drosera myriantha     | Drosera neesii      | Drosera pallida     |
| Drosera peltata       | Drosera radicans    | Drosera salina      |
| Drosera stricticaulis | Drosera subhirtella | Drosera subtilis    |
| Drosera sulphurea     | Drosera zigzagia    |                     |

### SeccióErythrorhiza

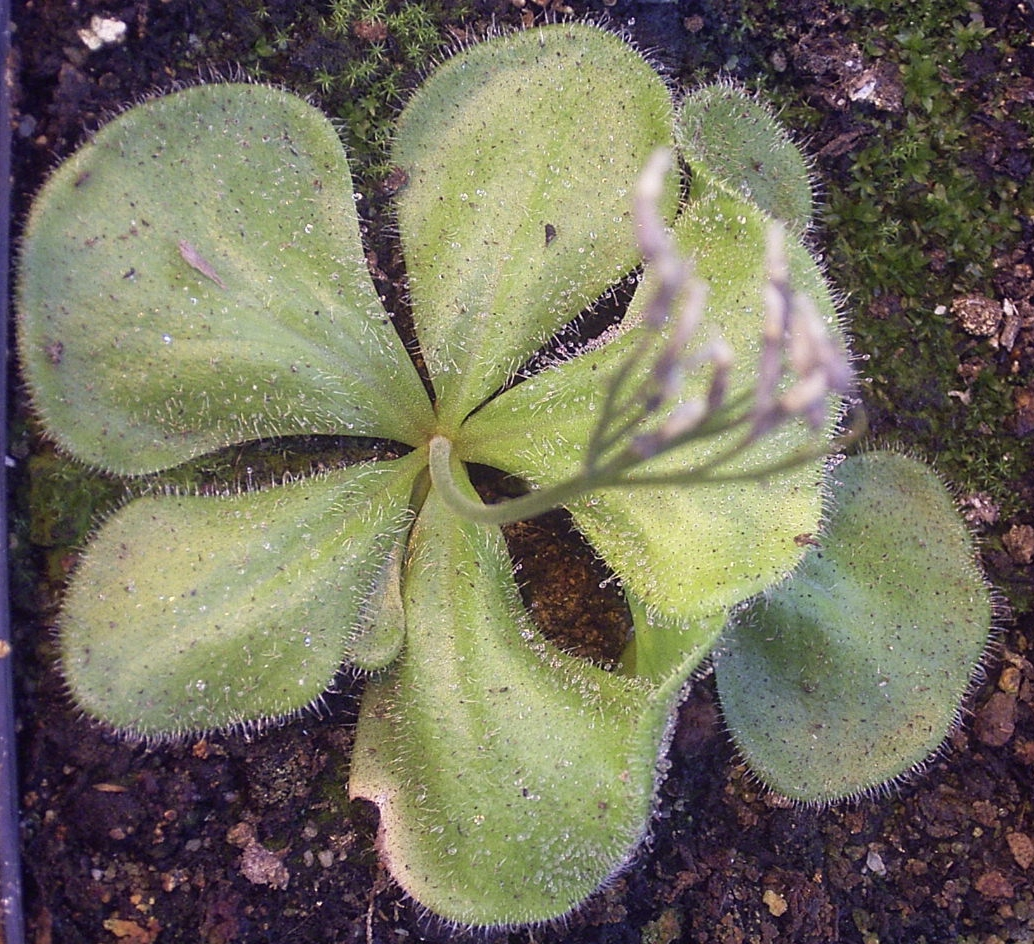
D. erythrorhiza

| Drosera aberrans     | Drosera browniana | Drosera bulbosa          |
| Drosera erythrorhiza | Drosera lowriei   | Drosera macrophylla      |
| Drosera orbiculata   | Drosera praefolia | Drosera prostratoscaposa |
| Drosera rosulata     | Drosera schmutzii | Drosera tubaestylis      |
| Drosera whittakeri   | Drosera zonaria   |                          |

### SeccióStolonifera

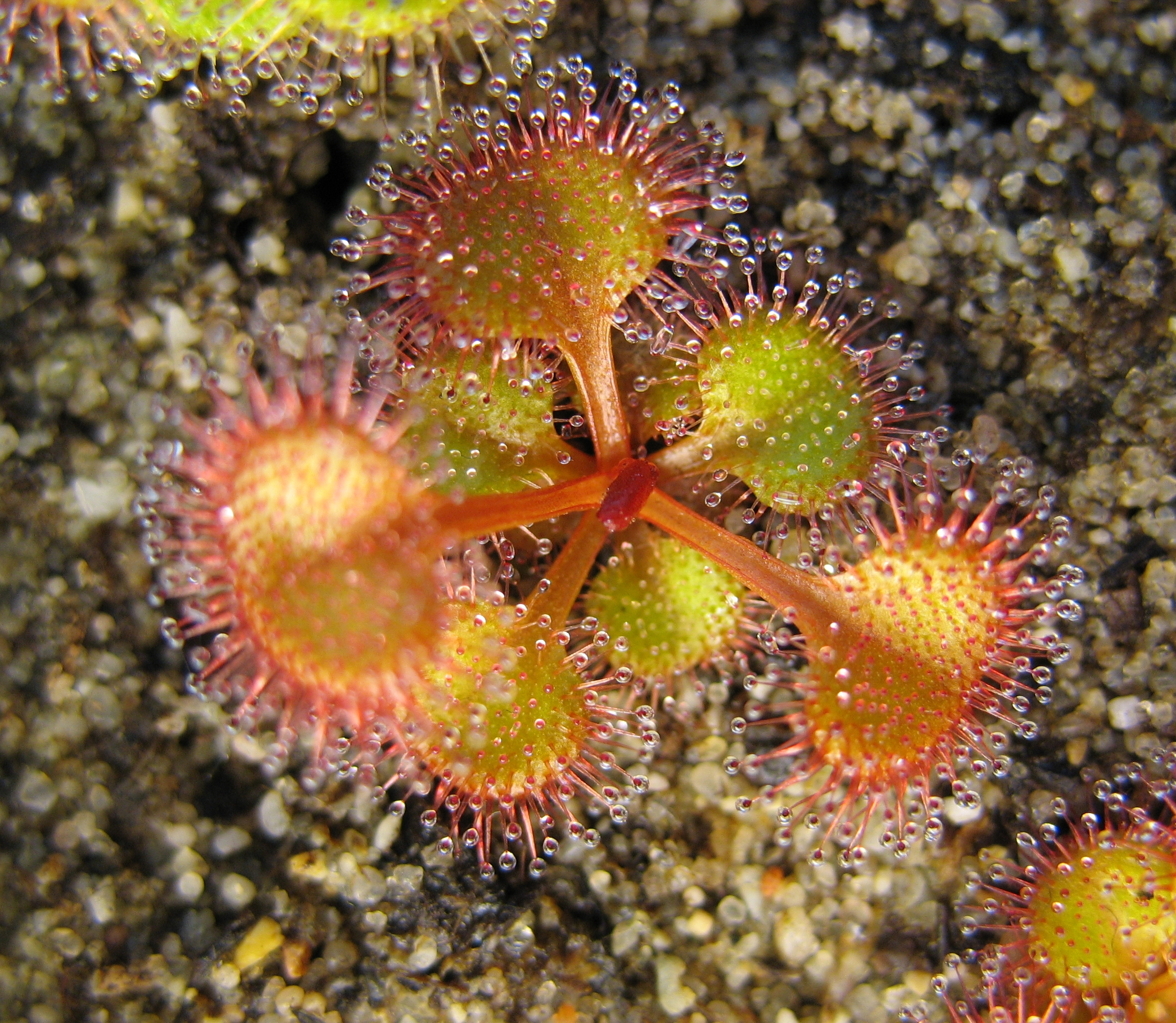
Drosera rupicola

| Drosera fimbriata | Drosera platypoda    | Drosera ramellosa   |
| Drosera humilis   | Drosera porrecta     | Drosera rupicola    |
| Drosera prostrata | Drosera purpurascens | Drosera stolonifera |

## SubgènereRegiae

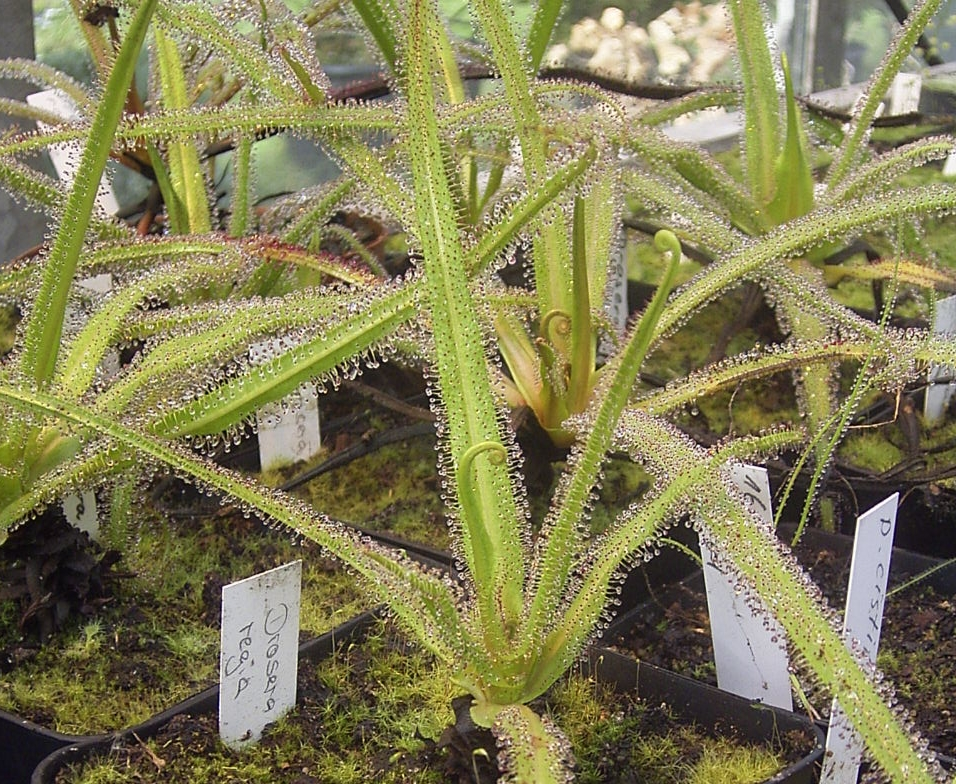
Drosera regia

| Drosera regia |